# ФК „Визела“
„Визела“ (на португалски: Futebol Clube de Vizela) е португалски спортен клуб от град Визела. Домакинските си срещи играе на стадион „Визела“ с карацитет 6 100 места. Основан на 1 януари 1939 година. Състезава се в Примейра лига сезон 2022/23 .

## История
„Визела“ присъединява към футболната асоциация на Брага на 1 август 1940 г. Двадесет и шест години по-късно е спечелен първият трофей – „Купата на националния шампионат“. Клубът играе по-голямата част от първите си години в португалската трета лига.
През 1984 г. „Визела“ влиза за първи път в историята си в Примейра лига, но там завършва последен и отпада още през следващия сезон. Малко след това отборът отново се оказва в трета лига. След дълго лутане в долните дивизии, чак през новия век се завръща във Сегунда. През сезон 2007/08 клубът завършва на трето място, само на точка зад промоцията. На следващата година „Визела“ е 10-ти, но е наказан поради корупционен скандал, известен като Apito Dourado. В продължение на няколко години клубът действа като дъщерен клуб за „Брага“.

## Успехи
- Примейра лига
  - 11-то място (1): 2022/23
- II дивизия
  -  Шампион (1): 1983/84
- II дивизия В
  -  Шампион (1): 2004/05
- Купа на Португалия:
  - 1/4 финалист (1): 1983/84
- III дивизия
  -  Шампион (3): 1966/67, 1968/69, 1981/82
- Шампионат на Португалия, Серия А (Четвърта дивизия)
  -  Шампион (1): 2019/20
- Шампионат на Португалия, Серия В (Четвърта дивизия)
  -  Шампион (2): 2014/15, 2015/16

## Български футболисти
- Ангел Бастунов: 2024-... (5 мача - 1 гол...)
- Андреа Христов: 2025-... (0 мача - 0 гола...)